# Leges Henrici Primi
Die Leges Henrici Primi sind eine systematische – in Latein gehaltene – mittelalterliche Sammlung von Gesetzen und Rechtsbräuchen, die unter dem englischen König Heinrich I. in der Zeit zwischen 1114 und 1118 entstand.
Das Werk gibt einen guten Einblick in die Frühphase des Common Law. Obwohl der Gesetzeskanon keinen offiziellen Charakter aufwies, ging seine Veranlassung wohl auf die königliche Verwaltung zurück. Verfasst wurde das Werk möglicherweise von einem Laienpriester, von dem immer wieder angenommen wurde, dass er auch der Autor des Quadripartitus gewesen sei, welcher in Teilen Bestandteil der leges ist.
Enthalten sind nicht nur die Krönungsurkunde Heinrichs, sondern viel an zeitgenössischem Recht und auch Gesetze früherer Monarchen, soweit sie noch Rechtskraft entfalteten. Dem Werk wird zwar nicht bescheinigt, ein qualitativ überzeugendes Rechtsbuch zu sein, andererseits gibt es dem Rechtshistoriker einigen Aufschluss über die Quellmaterialien der Zeit vor der Eroberung Englands.
Inhaltlich geht es um die Gerichtsverfassung und Erläuterungen zu Gerichtsverfahren. Weiterhin sind Regelungen zum Umgang mit der Kirche enthalten sowie Regelungen zu allgemeinen Straftaten (Mord, Diebstahl und dergleichen). Außerdem finden sich Regeln zum Danegeld und Sanktionen wie Geldstrafen. Zivilrechtliche Verfahrensfragen zum Lehnswesen und das Grundstücksrecht sind ebenfalls enthalten.
Die leges sind die zweitlängste juristische Abhandlung, die vor 1154 verfasst wurde. Der Kodex lässt sich von dem Grundsatz leiten, dass die unterschiedlichen Rechtssituationen in den Gesetzen des Danelaw (dänisches Recht des alten Königreichs Mercia) und der Länder des Königreichs Wessex (angelsächsisches Recht), gebilligt werden.